# Sämi Perren
Samuel Perren detto Sämi (23 settembre 1980) è un ex sciatore alpino svizzero.

## Biografia
Originario di Zermatt e attivo in gare FIS dal dicembre del 1995, Perren esordì in Coppa Europa il 19 dicembre 2000 a Sankt Moritz in discesa libera (93º) e in Coppa del Mondo il 29 novembre 2003 a Lake Louise nella medesima specialità (40º). Nel massimo circuito internazionale ottenne il miglior piazzamento il 3 dicembre 2004 a Beaver Creek in discesa libera (37º) e prese per l'ultima volta il via il 17 dicembre successivo in Val Gardena in supergigante, senza completare la prova; si ritirò al termine di quella stessa stagione 2004-2005 e la sua ultima gara fu uno slalom gigante FIS disputato l'8 aprile a Davos, non completato dal Perren. In carriera non prese parte a rassegne olimpiche o iridate.

## Palmarès

### Coppa Europa
- Miglior piazzamento in classifica generale: 41º nel 2004

### Campionati svizzeri
- 1 medaglia:
  - 1 bronzo (supergigante nel 2004)